# Leptobasis yanomami
Leptobasis yanomami är en trollsländeart som beskrevs av De Marmels 1992. Leptobasis yanomami ingår i släktet Leptobasis och familjen dammflicksländor. Inga underarter finns listade i Catalogue of Life.